# 老三毛阿达姆松

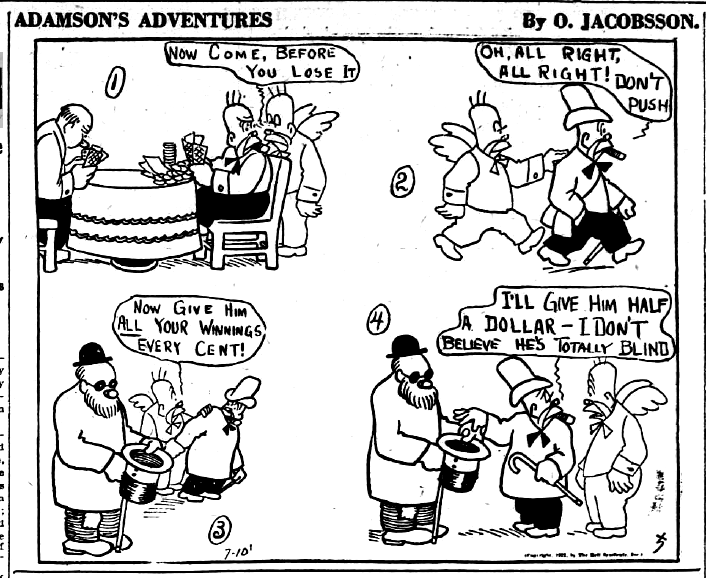
老三毛阿达姆松漫画的一个章节

《老三毛阿达姆松》是一部瑞典漫画，由奥斯卡·雅各布森（1889－1945）于1920年创作。 它也以《亚当森冒险》（Adamson's Adventures）为名进行出版。Andreas C. Knigge认为这是一部非常成功的漫画作品。

## 简介
阿达姆松是一个沉默寡言、话比较少、看上去有些脾气古怪、并且抽着雪茄的男人，他经常会戴着一顶奇怪的高帽。该漫画最初在1920 年 10 月 17 日在瑞典幽默出版物《Söndags-Nisse》中连载，于 首次亮相。该作只要以人物的动作形态来表达故事内容，而关于语言的描写却很少。 
主角几乎很少说话，几乎都通过特别显眼的肢体行为来表明自己所想表达的东西，而这也却也是能让人轻松地明白故事内容的方式，并且这样的表现方式以及其任务的特定，使其在国际上流行。并在世界各地的数百家报纸上发表，不仅在瑞典，而且在欧洲其他国家、美国、中国和日本也曾出现过该作品。
作者于1922年左右将该系列出售给美国的PIB syndicate出版社。不久，这部漫画就在美国获得了不小的成就。
在美国，漫画以《Adamson's Adventures》命名。
之后Jacobsson 于 1945 年去世，随后该作品由丹麦人Viggo Ludvigsen继续进行绘制，直到1964其年去世。

## 其他
1965 年，也就是漫画停止制作的第二年，Svenska Serieakademien（瑞典漫画学院）以作者雅各布森的名义创立了Adamson奖。该奖项每年颁发给一位瑞典和一位国际漫画创作者。奖品包括代表亚当森的木制雕塑。